# Greyston Holt
Greyston Holt, né le 30 septembre 1985 à Calgary, est un acteur canadien. Il est notamment connu pour son rôle dans la série télévisée Bitten.

## Biographie

### Jeunesse et formation
Greyston Stefancsik est né à Calgary, en Alberta. Il a été élevé par ses parents, Mike et Nancy, à Salt Spring Island, en Colombie-Britannique. Ses grands-parents, Mike et Edith Stefancsik ont émigré de Hongrie en 1957 à Lethbridge. La grand-mère maternelle de Greyston, Anna Horvath a également immigré de Hongrie avec ses parents en 1927.
Au cours de ses années de lycée, il a appris à jouer de la guitare, après quoi il a formé un groupe et a joué dans divers lieux. Il a également suivi un cours d'acteur pour les "crédits supplémentaires" et est tombé amoureux de cette nouvelle voie d'expression.

### Carrière
Il a déménagé à Vancouver après l'école secondaire pour poursuivre une carrière d'acteur. Il a été interprété dans un petit rôle dans Killer Bash, suivi d'un autre petit rôle dans la minisérie primée de Steven Spielberg, Into the West. Après de petits rôles dans de grandes émissions de télévision comme Smallville, Blood Ties et Les 4400, il a été choisi pour un rôle récurrent dans le comté de Durham pour lequel il a été nommé pour un "Leo Award" pour "Meilleure performance de soutien d'un homme dans une série dramatique". Il a ensuite été interprété dans des rôles d'invité sur Stargate Universe, Sanctuary, Fringe et Flashpoint.
En 2011, il a été choisi pour incarner le jeune Emerson Hauser dans la série éphémère FOX, Alcatraz. Son plus grand rôle a été joué dans la série télévisée fantastique / horreur Bitten pour laquelle il a reçu une autre nomination "Leo Award". Le succès de l'émission a conduit à son acquisition par la chaîne câblée américaine de base, Syfy, qui a renouvelé l'émission pour une deuxième saison de 10 épisodes.

## Filmographie
Sauf indication contraire, les informations mentionnées dans cette section peuvent être confirmées par la base de données cinématographiques IMDb,  présente dans la section « Liens externes ».

### Cinéma
- 2004 : The Sisterhood de David DeCoteau : Dan
- 2008 : Génération perdue 2 (Lost Boys: The Tribe) de P. J. Pesce : Evan
- 2008 : La Castagne 3 : Y a-t-il un joueur pour sauver la junior league ? ( Slap Shot 3: Junior League) de Richard Martin : Riley Haskell

- 2014 : Lonesome Dove Church de Terry Miles : Isaac Shepherd

### Télévision

#### Séries télévisées
- 2007 : Smallville : Tobias Rice (saison 6, épisode 15)
- 2007 : Les 4400 (The 4400) : Byron Lillibridge (saison 4, épisode 10)
- 2007 : Flash Gordon : Keith Parks (saison 1, épisode 7)[1]
- 2007-2010 : Durham County : Ray Prager Jr (18 épisodes)
- 2011 : Stargate Universe : Corporal Reynolds (saison 2, épisode 16)
- 2011 : Sanctuary : Lieutenant Coxswell) (saison 3, épisode 20 et saison 4, épisode 2)
- 2012 : Once Upon a Time Gym Teacher / Frederick (saison 1, épisode 13)
- 2012 : Alcatraz : Emerson Hauser jeune (saison 1, épisode 1, 6 et 11)
- 2013 : Motive : Scott Hayward (saison 1, épisode 3)
- 2014 : Supernatural : Dale (saison 9, épisode 19)
- 2014-2016 : Bitten : Clayton Danvers (33 épisodes)
- 2016-2017 : No Tomorrow : Mikhail, employé russe (4 épisodes)
- 2017 : Somewhere Between (en) : Kyle (6 épisodes)
- 2019 : Les 100 (The 100) : Gavin / Marcus Kane II (saison 6, épisode 8 et 9)
- 2019 : Batwoman : Tyler, le mari de Sophie (5 épisodes)
- 2021-2023 : Riverdale : Glen Scot (10 épisodes)
- 2023 : The Night Agent : Paulo Bonetto (3 épisodes)

#### Téléfilms
- 2010 : Péchés de jeunesse (Seven Deadly Sins) de Jeff Renfroe : Cain Geary
- 2012 : Hannah's Law (en) de Rachel Talalay : Wyatt Earp[2]
- 2013 : La Femme la plus recherchée d'Amérique (She Made Them Do It) de Grant Harvey : Rick
- 2014 : Le Médaillon de Noël (The Christmas Secret) de Norma Bailey : Brad
- 2015 : Une maison pour deux (All of My Heart) de Peter DeLuise : Daryl
- 2016 : Une demande en mariage pour Noël (A Puppy for Christmas) de Justin G. Dyck : Liam
- 2017 : Un Noël pour se retrouver (A Very Country Christmas) de Justin G. Dyck: Zane
- 2019 : Un mariage rock and roll (A Very Country Wedding) de Justin G. Dyck : Zane
- 2020 : Un Noël pour se retrouver encore (A Very Country Christmas: Homecoming) de Marco Deufemia : Zane